# Чекай мене (фільм, 1991)
«Чекай мене» («Ko'zlarim yo'lingda») — радянський художній фільм 1991 року, знятий режисером Фархадом Мусаджановим.

## Сюжет
Головний герой фільму, Озод, водій кінопересувки, їздить кишлаками і показує кіно. Але одного разу потрапляє у складну та небезпечну ситуацію: він зіткнувся в горах із наркоділками, і вони змушують його перевезти наркотики.

## У ролях
- Мірзабек Холмедов — Озод, водій кінопересування
- Фатіма Реджаметова — Шодія
- Меліс Абзалов — бармен, друг Озода
- Теша Мумінов — наркоторговець
- Ширін Азізова — мати Шодії
- Ріхсі Ібрахімова — мати Озода
- Сурат Пулатов — роль другого плану
- Джамшид Закіров — начальник Озода
- Файзулла Ахмедов — батько Шодії
- Оріф Убайдуллаєв — роль другого плану
- Дільшот Ісмаїлов — роль другого плану
- Нумон Ісанов — роль другого плану
- Ділнур Ерматов — роль другого плану
- Карамат Ісамова — Хафіза, секретар
- Абдурахім Ісмаїлов — бухгалтер
- Муллабек Мірзабеков — завскладом
- Мукамбар Рахімова — сусідка
- Дільбар Ікрамова — хвора, пацієнтка у лікарні
- Д. Нішонова — епізод
- Макфуза Бабатулаєва — дружина бармена
- Сагді Табібуллаєв — хворий, пацієнт у лікарні

## Знімальна група
- Режисер — Фархад Мусаджанов
- Сценарист — Фархад Мусаджанов
- Оператори — Абдурахім Ісмаїлов, Ельдор Іскандеров
- Композитор — Мірхаліл Махмудов